# هری کرت
هری کُرت (لهستانی: Harry Cort؛ ۱۹ مارس ۱۹۰۸ – ۳۰ ژانویه ۱۹۷۹) بازیگر اهل لهستان بود.
از فیلم‌هایی که وی در آن‌ها نقش داشته‌است، می‌توان به هالکا و لبه تیغ اشاره نمود.